# Carretera Federal 24
La Carretera Federal 24, es una carretera mexicana que recorre los estados de Sinaloa y Chihuahua, tiene una longitud total de 621 km.
La carretera federal 24 inicia en Pericos, Sinaloa, donde entronca con la Carretera Federal 15, continua su recorrido hacia el este atravesando la Sierra Madre Occidental, y termia en Nuevo palomas, Chihuahua, donde entronca con la Carretera Federal 16, 35 km al oeste de la ciudad de Chihuahua.
La carretera fue inaugurada en noviembre de 2023 en su totalidad (con la inauguración del tramo Badiraguato - Los Frailes) por el presidente de México Andrés Manuel López Obrador. Con lo que se reducirán los tiempos de traslado de 6 horas con 40 minutos a cerca de una 1 hora con 50 minutos. 
Así, la carretera mejorará la conectividad de la zona norte del país, que sólo contaba con tres ejes transversales que cruzan la Sierra Madre Occidental, la Carretera Federal 2 de Ciudad Juárez a Ímuris, la 16 de Chihuahua a Hermosillo y la 40 de Durango a Mazatlán.
Las carreteras federales de México se designan con números impares para rutas norte-sur y con números pares para las rutas este-oeste. Las designaciones numéricas ascienden hacia el sur de México para las rutas norte-sur y ascienden hacia el Este para las rutas este-oeste. Por lo tanto, la carretera federal 24, debido a su trayectoria de este-oeste, tiene la designación de número par, y por estar ubicada en el Norte de México le corresponde la designación N° 24.

## Trayectoria

### Sinaloa
Longitud = 152 km
- Pericos – Carretera Federal 15
- Platanar
- Badiraguato
- Tameapa

### Chihuahua
Longitud = 469 km
- El Vergel
- Hidalgo del Parral – Carretera Federal 45
- Valle de Zaragoza
- Nuevo Palomas – Carretera Federal 16